# Ultra-short baseline
Ultra-short baseline is een akoestisch onderwater plaatsbepalingsysteem en een positiereferentiesysteem voor schepen met dynamic positioning.

## Algemeen
Het USBL systeem is in grote lijnen gelijk aan Short baseline systeem. Het grootste verschil is dat de transducer en hydrofoons gecombineerd zijn in 1 transceiver. Het aantal transducerelementen en receiverelementen verschilt per fabrikant, terwijl deze ook gecombineerd worden tot transceiverelementen. De transceiver bevindt zich onder het schip en is geplaatst in een rechte hoek. Door het dichter bij elkaar plaatsten van transducers zijn de onderlinge afstanden kleiner geworden en dus ook de basislijnen, in plaats van tientallen meters enkele centimeters. Bij USBL wordt er gebruikgemaakt van fasemetingen tussen de verschillende transducers door communicatie met een transponder op de bodem.

## Het USBL-systeem

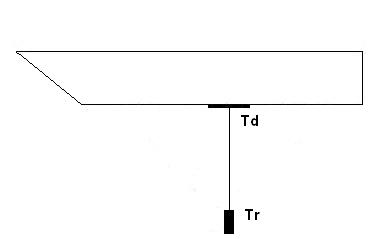
Werking van het USBL systeem. Met Td als de transceivers en Tr als transponder.

Met de transceiver onder het schip kunnen er faseverschillen en looptijden gemeten worden. Door het faseverschil te meten tussen de verschillende transducers in de transceiver kan de richting van het signaal bepaald worden en uit de looptijd kan de afstand bepaald worden tot aan de transponder. Hiervoor wordt de geluidssnelheid door het water bepaald. Door de opstelling onder een rechte hoek kan zowel de horizontale als verticale hoek bepaald worden. Doordat men de positie van de transceiver weet kan met behulp van deze offsets en versnellingsmeters om de trim en slagzij van het schip te bepalen de uitkomsten met meetkundige formules berekenen naar het lokale scheepsassenstelsel.